# 红螺旋菌属
红螺细菌属（Rhodospira）是光合细菌下的紫色非硫细菌，是红螺菌科的一属革兰氏染色阴性菌。细胞呈弧形至螺旋形。该属的模式种为楚氏红螺细菌(Rhodospira trueperi)。

## 下属物种
- 楚氏红螺细菌 Rhodospira trueperi Pfennig et al. 1998